# Bogdan Dinu
Bogdan Marius Dinu (* 15. August 1986 in Buzău) ist ein rumänischer Profiboxer im Schwergewicht. 

## Amateurkarriere
Bogdan Dinu gewann Bronze bei den Kadetten-Europameisterschaften 2002, den Kadetten-Weltmeisterschaften 2002 und den Kadetten-Europameisterschaften 2003, sowie die Goldmedaille bei den Kadetten-Weltmeisterschaften 2003, Bronze bei den Junioren-Weltmeisterschaften 2004 und Silber bei den Junioren-Europameisterschaften 2005.
Bei den Weltmeisterschaften 2005 schied er gegen Alexander Apanasionok, bei den Europameisterschaften 2006 gegen Robert Helenius sowie bei den Weltmeisterschaften 2007 gegen Alexander Powernow aus.
Aufgrund eines gemeinschaftlich begangenen Ladendiebstahls während der WM 2007 in Chicago wurden Bogdan Dinu, Ronald Gavril und Gabriel Stan vom Rumänischen Amateurboxverband lebenslang gesperrt.

## Profikarriere
Im April 2008 bestritt Dinu sein Profidebüt und blieb in 18 Kämpfen ungeschlagen, ehe er am 17. November 2018 in Kansas durch KO in der vierten Runde gegen Jarrell Miller verlor. Auch in seinem nächsten Kampf am 23. März 2019 verlor er in Kalifornien durch KO in der siebenten Runde gegen Kubrat Pulew.
Am 5. Juni 2021 boxte er im britischen Telford um die Interims-Weltmeisterschaft der WBA im Schwergewicht, verlor jedoch durch KO in der zweiten Runde gegen Daniel Dubois.
Am 26. März 2022 verlor er durch KO in der vierten Runde gegen Kevin Lerena und am 25. März 2023 durch TKO in Runde 2 gegen Frazer Clarke.